# 아마타시

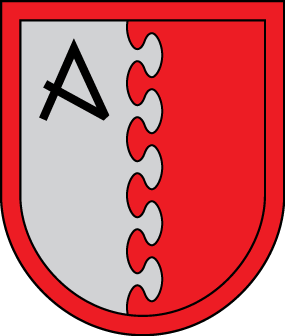
시 문장

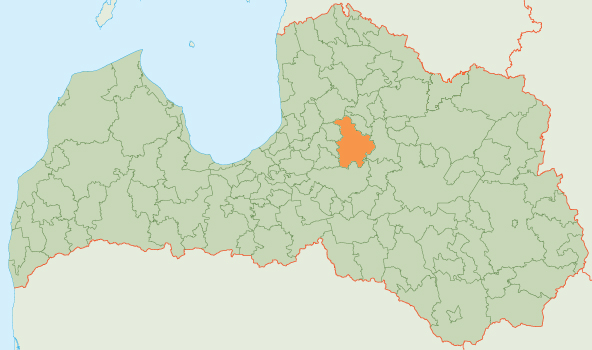
아마타 시의 위치

아마타시(라트비아어: Alūksnes novads)는 라트비아의 지방 자치체로 행정 중심지는 드라베시이며 면적은 741.8km2, 인구는 6,369명(2009년 기준), 인구 밀도는 8.6명/km2이다. 5개 교구를 관할한다.

## 같이 보기
- 라트비아의 행정 구역